# Francesco Prosperi
Franco Prosperi (Roma, 2 de setembre de 1926-Íb.,17 d'octubre de 2004) va ser un cineasta i guionista italià, actiu entre les dècades de 1960 i 1980.

## Biografia
Nascut a Roma, Prosperi va iniciar la seva carrera com a assistent d'adreça de Mario Bava, a més d'escriure diversos guions amb ell. En 1966 va fer el seu debut com a director en el film de suspens Tecnica di un omicidio, i amb el pas dels anys va consolidar la seva reputació com a cineasta especialitzat en pel·lícules de crim i acció. Ocasionalment va dirigir comèdies (amb Lando Buzzanca o Alighiero Noschese) i en el final de la seva carrera va realitzar films d'aventures de baix pressupost.

## Filmografia
Regia
- Tècnica d'un homicidi (1966)
- Dick Smart 2.007 (1967)
- Qualcuno ha tradito (1967)
- Io non scappo... fuggo (1970)
- Il debito coniugale (1970)
- Un uomo dalla pelle dura (1972)
- L'altra faccia del padrino (1973)
- Amore mio, uccidimi! (1973)
- Una matta, matta, matta corsa in Russia, co-regia di Eldar Ryazanov (1974)
- Marató suïcida (1976)
- La settima donna (1978)
- Il commissario Verrazzano (1978)
- La dea cannibale, co-regia di Jesús Franco (1980)
- Vigili e vigilesse (1982)
- Gunan il guerriero (1982)
- El tron de foc (1983)

Guió
- La schiava di Roma (1961)
- Le meraviglie di Aladino (1961)
- Ercole al centro della Terra (1961)
- La ragazza che sapeva troppo (1963)
- Cover girls - Ragazze di tutti (1964)
- La strada per Forte Alamo (1964)
- Idoli controluce, diretto da Enzo Battaglia (1965)
- Tècnica d'un homicidi (1966)
- Gringo, getta il fucile! (1966)
- Qualcuno ha tradito (1967)
- L'altra faccia del padrino (1973)
- Amore mio, uccidimi! (1973)
- Schiave bianche - Violenza in Amazzonia (1985)
- Bianco Apache (1987)
- Natura contro (1988)